# سولا (سیراد کوبیتاس)
سولا (به اسپانیایی: Sola) یک منطقهٔ مسکونی در کوبا است که در Sierra de Cubitas واقع شده‌است. سولا ۱۰٬۰۰۰ نفر جمعیت دارد و ۳۵ متر بالاتر از سطح دریا واقع شده‌است.